# (38268) Zenkert
(38268) Zenkert est un astéroïde de la ceinture principale.

## Description
(38268) Zenkert est un astéroïde de la ceinture principale. Il fut découvert le 9 septembre 1999 à Drebach par André Knöfel. Il présente une orbite caractérisée par un demi-grand axe de 2,75 UA, une excentricité de 0,08 et une inclinaison de 4,9° par rapport à l'écliptique.

## Compléments